# 베이럼나무
베이럼나무(영어: bay rum tree, 학명: Pimenta racemosa 피멘타 라케모사[*])는 도금양과의 나무이다.

## 분포
카리브제도에 분포한다. 과들루프, 그레나다, 도미니카 공화국, 도미니카 연방, 마르티니크, 몬트세랫, 미국령 버진아일랜드, 바베이도스, 세인트루시아, 세인트빈센트 그레나딘, 아이티, 앤티가 바부다, 앵귈라, 영국령 버진아일랜드, 쿠바, 트리니다드 토바고, 푸에르토리코가 원산지이다.

## 종내 분류군
- P. racemosa var. grisea (Kiaersk.) Fosberg
- P. racemosa var. hispaniolensis (Urb.) Landrum
- P. racemosa var. ozua (Urb. & Ekman) Landrum
- P. racemosa var. terebinthina (Burret) Landrum

## 이용
베이럼나무는 카리브 지역에서는 "향신료나무(spice tree)"로도 알려져 있는데, 잎이 쌀 요리, 국물 요리 등 다양한 음식을 만들거나 차를 끓이는 데 쓰인다. 녹나무과 식물인 월계수와 근연종이 아니지만, 영어권에서는 "서인도월계수(West Indian bay tree)"로도 알려져 있으며, 잎이 "서인도월계수 잎(West Indian bay leaf)"으로 불리며 월계수 잎의 일종으로 여겨지기도 한다.

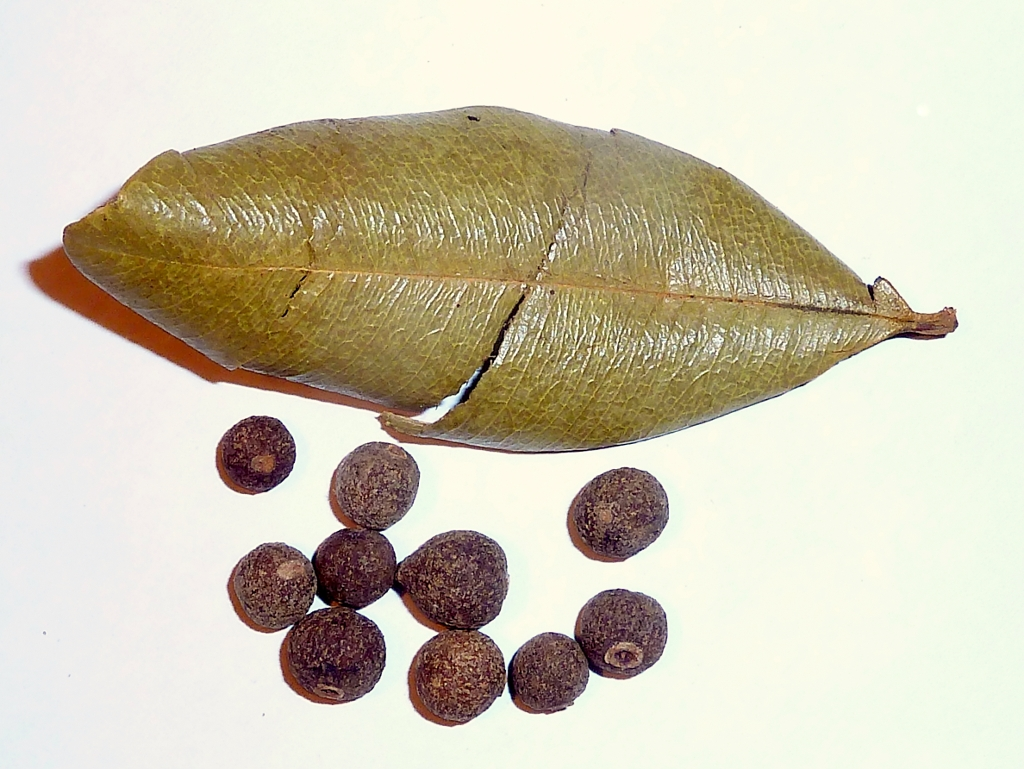
잎과 씨